# Haemaphysalis subterra
Haemaphysalis subterra este o specie de căpușe din genul Haemaphysalis, familia Ixodidae, descrisă de Hoogstraal, El Kammah și Camicas în anul 1992. Conform Catalogue of Life specia Haemaphysalis subterra nu are subspecii cunoscute.